# Jajang C. Noer
Jajang C. Noer, właśc. Lidia Djunita Pamontjak (ur. 28 czerwca 1952 w Paryżu) – indonezyjska aktorka.
Jej mąż Arifin C. Noer (zm. 1995) był reżyserem filmowym.
W 1992 r. została laureatką Festival Film Indonesia (1992) w kategorii najlepsza aktorka drugoplanowa, za sprawą roli w filmie Bibir Mer. Zagrała także w produkcjach: Surat Untuk Bidadari (1994), Eliana, Eliana (2002), Durian (2003), Biola Tak Berdawai (2003), Joni Be Brave (2003), Arisan! (2003), Berbagi Suami (2006).